# The Eraser
The Eraser (с англ. — «Ластик») — дебютный сольный альбом Тома Йорка, лидера английской рок-группы Radiohead, выпущенный 10 июля 2006 года на лейбле XL Recordings. Лонгплей был спродюсирован Найджелом Годричем и включал в себя электронную музыку, сочинённую Йорком в течение 2004 года (во время творческой паузы Radiohead), а также между репетициями группы в 2005 году (на раннем этапе работы над In Rainbows). В техническом плане мелодии альбома выстроены на использовании множества музыкальных семплов.
Тексты песен основывались на политических проблемах, волновавших Йорка в тот период. Так, первый сингл альбома — «Harrowdown Hill» — был сочинён под влиянием смерти Дэвида Келли, информатора, который якобы покончил с собой после того, как рассказал журналистам, что британское правительство сфабриковало информацию относительно оружия массового поражения в Ираке. Оформлением обложки альбома занимался давний товарищ Radiohead — художник Стэнли Донвуд, она была вдохновлена легендой о короле Кнуде — монархе, потерпевшим фиаско в попытке управлять океаном, — которую Йорк сравнивал с отношением британского правительства к проблеме изменения климата.
The Eraser дебютировал на третьем месте в хит-параде Великобритании и на втором — в чарте США. Альбом попал в число лучших записей года по мнению изданий NME, Rolling Stone и The Observer, также он был номинирован на соискание «Грэмми» за лучший альтернативный альбом и Mercury Music Prize.
В поддержку альбома было выпущено два сингла — «Analyse» и «Harrowdown Hill». В том же году издан мини-альбом с би-сайдами — Spitting Feathers, а в 2009 году альбом ремиксов The Eraser Rmxs. В 2010 году Йорк сформировал группу Atoms for Peace для исполнению этого альбома «вживую». В её состав вошли Найджел Годрич и бас-гитарист Фли из группы Red Hot Chili Peppers.

## Запись

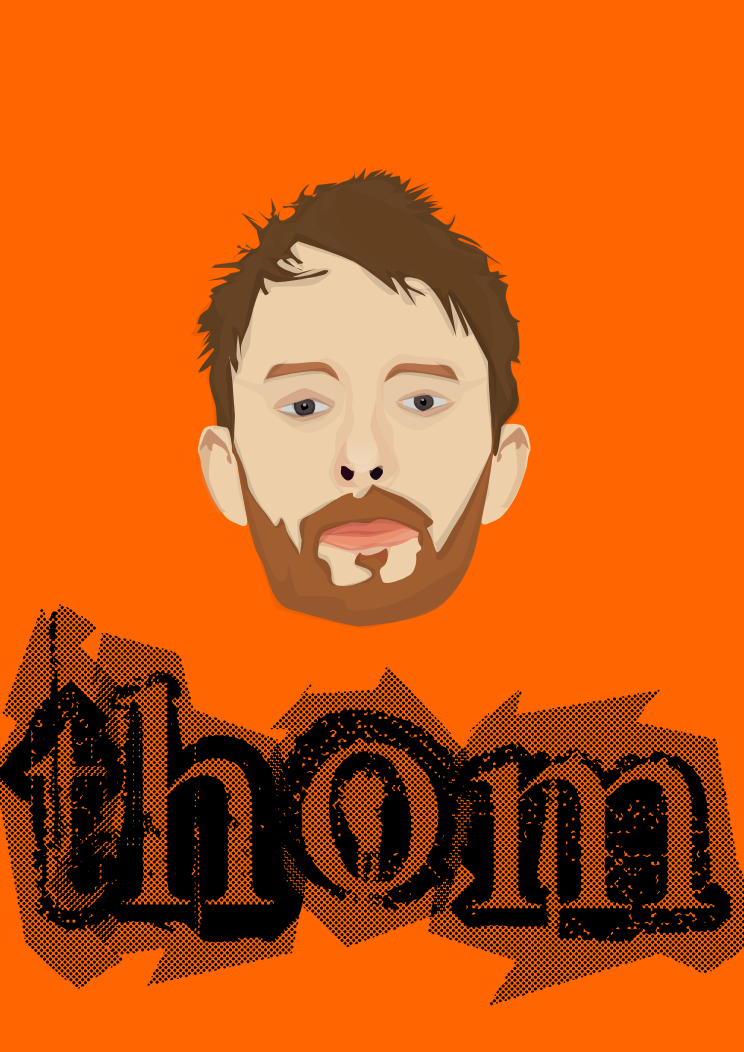
В 2009 году Том Йорк выступил на британском фестивале Latitude, музыкант исполнил материал группы Radiohead и своего сольного диска

В 2004 году, после окончания турне в поддержку своего шестого альбома Hail to the Thief (2003), Radiohead решили взять паузу в творческой деятельности. Автор песен группы Том Йорк начал записывать свой сольный диск с Найджелом Годричем — постоянным продюсером Radiohead — в конце 2004 года, продолжив работу в течение 2005 года в перерывах между сессиями альбома In Rainbows. В интервью порталу Pitchfork музыкант сказал следующее: «Я был в группе с тех пор, как мы вместе закончили школу, и никогда не осмеливался сделать что-нибудь самостоятельно… это было чем-то вроде — „Я должен узнать, каково́ это“, понимаете?». Альбом был записан в оксфордской студии Radiohead, студии Годрича в Ковент-Гарден и в доме Йорка.
Йорк хотел продемонстрировать «немного взаимодействия с компьютерами, и в то же время побольше жизни и энергии в музыке». Для того, чтобы генерировать идеи, он вырезал и вставлял в случайном порядке фрагменты из библиотеки оригинальных семплов Radiohead, многие из которых были созданы на ноутбуках в гостиничных номерах во время гастролей группы. Музыкант посылал звуковые фрагменты Годричу, продюсер отбирал из них потенциально пригодные для превращения в песни, редактировал их и возвращал обратно Йорку.
Создавая заглавный трек, Йорк засемплировал аккорды, сыгранные на фортепиано гитаристом Radiohead Джонни Гринвудом, и смонтировал их в новой последовательности. Композиция «And it Rained All Nigh» содержит «чрезвычайно урезанный» семпл из «The Gloaming» (Hail to the Thief), а трек «Black Swan» включает ритмический рисунок, записанный Эдом О’Брайеном и Филом Селуэйем (второй гитарист и барабанщик Radiohead, соответственно) в 2000 году. По словам Йорка, наброски «Harrowdown Hill» появились ещё в 2002 году — в период сессий Hail to the Thief, но музыканты решили, что эта композиция не звучит, как песня Radiohead.
Первоначально Йорк планировал записать сугубо инструментальные треки, однако в итоге он добавил вокал по настоянию Годрича. На альбомах Radiohead, Йорк изменял свой голос с помощью реверберации и цифровых эффектов. Однако для The Eraser Годрич решил не обрабатывать голос вокалиста, чтобы он звучал «сухо и громко». По словам Йорка, ему было трудно писать тексты под музыкальные лупы — «мне было сложно каждый раз смотреть на эти вещи по-новому». Музыкант нашёл нетривиальный выход их ситуации — он аранжировал эти мелодии для гитары и фортепиано, вводя в процессе работы новые музыкальные компоненты.
Йорк вернулся к одной из песен, записанных во время сессий своего сольного диска «Last Flowers», добавив её на бонус-диск седьмого альбома Radiohead In Rainbows (2007). Ещё одна песня, «The Hollow Earth», была закончена позже и выпущена в качестве сингла в 2009 году.

## Музыка и тематика песен
По словам Йорка, название альбома было вдохновлено «огромными слонами в комнате каждого человека Западного мира, которых люди отчаянно пытаются стереть из общественного сознания». Упоминая альбом Бьорк Homogenic в качестве источника вдохновения, Йорк заявил, что The Eraser был рассчитан на прослушивание в «изолированном пространстве — в наушниках или в пробке».
Газета The Observer охарактеризовала The Eraser, как «хитроумное собрание разношёрстного бита, постукивающих ритмов и минималистичного построка». В свою очередь, газета Los Angeles Times описывала этот диск, как «выразительный слепок жизни, теряющей устойчивость в условиях растущих мегаполисов, грязных политических союзов и глобального потепления… в котором электронные сигналы и попискивания с лептопа Йорка сливаются в проникновенные песни с активной политической позицией».
Некоторые музыкальные издания усмотрели в новой работе Йорка схожесть с некоторым материалом его основного проекта, так журналисты Луи Паттерсон из NME и Роб Шеффилд из Rolling Stone проводили параллели между звучанием этого альбома и диска группы Radiohead Kid A (2000). По мнению Дэвида Фрике (Rolling Stone), текстам песен на этой пластинке свойственна «эмоциональная и изобразительная прямота, редкая для творчества Йорка».
Обозреватель из газеты Globe and Mail усмотрел в композиции «The Clock» влияние арабской музыки, охарактеризовав её, как «монотонно струящуюся песню об исчезающем контроле над ситуацией на фоне попыток сделать вид, что вы по-прежнему на коне». Песня «Analyse» была вдохновлена энергетическим коллапсом в родном городе Йорка — Оксфорде: «Повсюду не было света, в окнах домов горели свечи, что напоминало о временах, когда они были построены. Это было очень красиво». «Harrowdown Hill» была сочинена Йорком под влиянием смерти Дэвида Келли — британского эксперта в области биологического оружия. Обнародованные им данные поставили под сомнение факт обладания Саддамом Хуссейном оружием массового поражения — предлог, под которым правительство Великобритании приняло решение участвовать во вторжении в Ирак. Тело Келли было обнаружено в лесу на том самом холме, название которого легло в заглавие песни, близ бывшей школы Йорка в Оксфордшире. По мнению Globe и Mail, этот трек напоминает песню о любви, но в нём присутствуют чувство угрозы и «беспощадной политической конфронтации». Йорк отмечал, что тема песни вызывала у него дискомфорт из-за мыслей о скорбящей семье Келли, но музыкант чувствовал, что «не написать эту песню было бы ещё хуже». В интервью газете The Observer он сказал, что это была «самая гневная» из всех сочинённых им песен.

## Обложка

Фрагмент задней части обложки — гравюры за авторством Стэнли Донвуда

Обложка альбома была создана давним творческим партнёром Radiohead — Стэнли Донвудом. На линогравюре под названием London Views изображена фигура, стоящая посреди Лондона. Город разрушен наводнением, среди волн возвышаются лишь некоторые его здания, человек с обложки, подобно королю Кнуду, пытается командовать океаном. Идея обложки была навеяна наводнением 2004 года в Боскасле, а также статьёй эколога Джонатона Порритта, сравнивающего отношение британского правительства к проблеме изменения климата с притчей о Кнуде. Альбом был упакован в раскладывающийся картонный конверт с компакт-диском внутри, Донвуд и Йорк решили не использовать пластиковые джевелкейсы.

## Выпуск
11 мая 2006 года Йорк разместил ссылку на theeraser.net на официальном сайте Radiohead. Два дня спустя он опубликовал пресс-релиз о The Eraser: «Мне хотелось сделать что-нибудь вроде этого целую вечность. Всё получилось быстро и весело … Да, это альбом! Нет, это не альбом Radiohead». Он подчеркнул, что Radiohead не расформированы и что альбом был сделан «с их благословения». Незадолго до выпуска лонгплея композиция «Black Swan» прозвучала в титрах кинофильма «Помутнение».
The Eraser был выпущен 11 июля 2006 года на независимым лейбле XL Recordings. Альбом издавался на CD и виниле. По словам Йорка, он выбрал именно этот лейбл, потому что «он очень зрелый. Там нет корпоративной этики. А все мейджор-лейблы устраивают глупые мальчишеские игры, особенно на самом верху». Альбом также был выпущен на ITunes. Он дебютировал на третьем месте в чарте Великобритании и находился в Top-100 в течение десяти недель. В Соединённых Штатах диск занял второе место. За первую неделю было продано более 90 000 копий. За месяц до релиза альбом просочился в Интернет, и позже Йорк сожалел, что сразу же не выложил запись в качестве загружаемого контента.
«Harrowdown Hill» был выпущен в качестве первого сингла 21 августа, «Analyse» — 6 ноября. В том же году вышел сборник би-сайдов из этого альбома под названием Spitting Feathers, а в 2009 году увидел свет сборник ремиксов, посвящённый этой записи — Eraser Rmxs, в создании которого поучаствовали различные исполнители .
В 2009 году, решив начать концертное исполнение материала альбома, Йорк сформировал группу Atoms for Peace, в состав которой помимо него вошли Найджел Годрич и бас-гитарист Фли из группы Red Hot Chili Peppers. В 2010 году Atoms for Peace отыграли восемь концертов в Северной Америке.

## Отзывы критиков
| Совокупная оценка | Совокупная оценка |
| Источник          | Оценка            |
| ----------------- | ----------------- |
| Metacritic        | 76%               |
| Оценки критиков   |                   |
| Источник          | Оценка            |
| AllMusic          | [ 27 ]            |
| The A.V. Club     | B+                |
| The Guardian      | [ 29 ]            |
| Pitchfork Media   | [ 30 ]            |
| PopMatters        | [ 31 ]            |
| Роберт Кристгау   | B−                |
| Rolling Stone     | [ 11 ]            |
| Stylus Magazine   | A-                |
| Uncut             | [ 26 ]            |
| The Village Voice | Mixed             |

На сайте-агрегаторе Metacritic рейтинг альбома составляет 76 баллов из 100, что соответствует «в целом положительным отзывам». В своей статье рецензент из NME похвалил вокал Йорка, написав: «Некоторые будут плакаться, что он не поёт нутром; что он холоден; что он не хочет звучать, как рок-певец. Но это ещё одна показательная экскурсия в загадочный внутренний мир Йорка, мир музыканта, который имеет мужество не шифровать свои политические взгляды». Роб Шеффилд из журнала Rolling Stone написал об этом альбоме следующее: «Это не песни Radiohead или демоверсии для Radiohead. Это что-то другое, что-то мы не слышали раньше… альбом звучит очень красиво, но раскрывает такую бурю чувств, что на его фоне тревога, звучащая в [альбомах Radiohead] OK Computer или The Bends, не более, чем детский лепет». В своём обзоре редакция PopMatters отметила следующее: «The Eraser не шедевр, но он представляет собой гораздо большее, нежели обычный сайд-проект. Йорк по-прежнему сосредоточен, у него получилась цельная запись, которая опирается на опыт предыдущих работ, при этом не равняясь на них и не боясь остаться в их тени».
В свою очередь, рецензент сайта Allmusic Энди Келлман так отзывался об этой записи: «В ней не найти динамики — смен настроения, темпа, силы звука, — свойственной любому альбому Radiohead, и по бо́льшей части она электронная, и поэтому разочарует многих фанатов группы, которые считали, что и Kid A был слишком далёк от рок-н-ролла. Это определённо не тот альбом, включив который вы получите мгновенный заряд энергии, но в то же время на нём нет ничего столь же угрюмого, как „How to Disappear Completely“ [трек из Kid A]… The Eraser отличается от альбомов Radiohead… тем, что его можно слушать как фоновую или лёгкую музыку без необходимости глубоко вдумываться». Автор статьи также отметил композицию «Black Swan», назвав её «выдающимся, менее тяжёлым и более приглушённым вариантом трека „I Might Be Wrong“ из альбома Amnesiac» — ещё одно электронной записи Radiohead. Рецензент подытожил, отметив весомую роль Найджела Годрича: «без него добротно сделанный альбом звучал бы, скорее всего, как экспериментальное лоскутное одеяло».
В своей статье для газеты The Guardian Алексис Петридис писал, что альбом «предлагает палитру тихого удовольствия», но «нельзя удержаться и не пофантазировать, как это всё могло звучать, если бы Йорк записал этот диск с Radiohead». Рецензент из The Village Voice похвалил вокал Йорка, но посетовал, что «без его берущих за душу порывов и густоты звучания [Radiohead] то, что получилось, ласкает слух, тогда как могло бы вызывать острый дискомфорт». Обозреватель портала Pitchfork написал в статье, посвящённой этому альбому, следующее: «The Eraser поразительно красив и совершенно в той же мере невыносимо скучен».
The Eraser был отмечен в рейтингах лучших альбомов нескольких изданий: он занял 15-е место в списке журнала NME, 30-е в рейтинге издания The Observer и 34-е по версии Rolling Stone. Запись также выдвигалась на соискание премии «Грэмми» в категории «Лучший альтернативный альбом» и претендовала на награду Mercury Music Prize.

## Список композиций
Слова и музыка всех песен — Том Йорк, за исключением отмеченных.
| №  | Название                                | Длительность |
| -- | --------------------------------------- | ------------ |
| 1. | «The Eraser» (Том Йорк, Джонни Гринвуд) | 4:55         |
| 2. | «Analyse»                               | 4:02         |
| 3. | «The Clock»                             | 4:13         |
| 4. | «Black Swan»                            | 4:49         |
| 5. | «Skip Divided»                          | 3:35         |
| 6. | «Atoms for Peace»                       | 5:13         |
| 7. | «And It Rained All Night»               | 4:15         |
| 8. | «Harrowdown Hill»                       | 4:38         |
| 9. | «Cymbal Rush»                           | 5:15         |

## Участники записи
Информация взята из буклета альбома.
- Стэнли Донвуд — изображения, дизайн
- Найджел Годрич — аранжировки, продюсирование, микширование, доп. инструменты
- Джонни Гринвуд — фортепиано на «The Eraser»
- Грим Стюарт — звукоинженер
- Даррелл Торп — микширование
- Том Йорк — музыка, аранжировки

## Хит-парады
| Чарт (2006)                  | Высшая позиция |
| ---------------------------- | -------------- |
| UK Albums Chart              | 3              |
| Billboard 200                | 2              |
| Billboard Digital Albums     | 75             |
| Billboard Independent Albums | 1              |
| Billboard Top Rock Albums    | 1              |
| Billboard Tastemaker Albums  | 1              |

| Чарт (2013)                  | Высшая позиция |
| ---------------------------- | -------------- |
| Billboard Canadian Albums    | 2              |
| Billboard 200                | 2              |
| Billboard Digital Albums     | 16             |
| Billboard Independent Albums | 1              |
| Billboard Top Rock Albums    | 1              |
| Billboard Tastemaker Albums  | 1              |

## Другие сольные работы Йорка
- «Spitting Feathers» (EP, 22 ноября 2006)
- «Tomorrow's Modern Boxes» (LP, 26 сентября 2014)